# Ana Marija
Ana Marija  je žensko osebno ime.

## Izvor imena
Ime Ana Marija je skovanka dveh samostojnih imen Ana in Marija.

## Pogostost imena
Po podatkih Statističnega urada Republike Slovenije je bilo na dan 31. decembra 2007 v Sloveniji število ženskih oseb z imenom Ana Marija: 1.283. Med vsemi ženskimi imeni pa je ime Ana Marija po pogostosti uporabe uvrščeno na 163. mesto.

## Osebni praznik
Ana Marija praznuje god 26. julija.